# 民主党 (モンゴル国)
民主党（みんしゅとう、モンゴル語: Ардчилсан Нам）は、モンゴル国の政党。

## 歴史
1999年12月6日に、民族民主党、社会民主党、伝統復興党、宗教者民主党、旧民主党、伝統統一党の一部の6党が統合することで結成された。
民主党は、2000年に他の諸政党と祖国・民主連合を結成し、2004年に実施された国家大会議（国会）議員選挙において、連合はモンゴル人民革命党とほぼ同じ議席を獲得した。政局は一時混迷したが、両勢力の大連合が成立し、首相に祖国・民主連合のツァヒアギーン・エルベグドルジが就任した。その後、民主党は2005年5月の大統領選挙でメンダサイハン・エンフサイハン元首相を擁立したが、人民革命党党首のナンバリーン・エンフバヤルに敗れ落選した。

### 大連立への参加
2008年の第5回国民大会議選挙において、人民革命党が過半数を獲得したものの野党支持者が反発し首都で大規模デモが発生した。一部が暴徒化し5名が死亡、人民革命党本部が焼き討ちされ、非常事態宣言が発令された。この事態を受けて政局安定のため、人民革命党のバヤル率いる大連立政権に参画した。
2009年5月24日に行われたモンゴル大統領選挙で民主党推薦のツァヒアギーン・エルベグドルジが僅差で人民革命党推薦のナンバリーン・エンフバヤルを破った。
2012年1月11日、人民党との大連立政権を解消し政権を離脱することが決定する。翌日、民主党所属の6閣僚が辞表を提出し、20日の国家大会議本会議にて辞任が可決。

### 政権交代
2012年6月28日に実施された国民大会議議員選挙において、モンゴル人民党を抑えて比較第一党となった。
2016年の国民大会議議員選挙では22議席減らす大敗を喫した。
2024年の国民大会議議員選挙では31議席増やす大躍進を遂げた。

## 特徴
都市部の富裕層に支持される傾向が強い。

## 外部サイト
- 民主党 （モンゴル語）